# Задача о размещении объектов
Задача о размещении объектов, известная также как анализ расположения оборудования или  задача k-центра, — это ветвь исследования операций и вычислительной геометрии, исследующей оптимальное расположение объектов с целью минимизировать цены перевозок с учётом таких ограничений, как размещение опасных материалов вблизи жилищ. Техника применима также к  кластерному анализу.

## Задача о размещении объектов с минимизацией
Простая задача о размещении объектов — это задача Вебера, в которой размещается один объект с целью минимизации взвешенной суммы расстояний до заданного множества точек. Более сложные задачи этой дисциплины возникают при ограничениях на размещение объектов и при использовании более сложных критериев оптимизации.
В базовой формулировке задача о размещении объектов состоит из потенциальных точек размещения L, где объекты могут быть открыты и точек D, которые должны быть обслужены. Цель — выбрать подмножество F точек размещения объектов с целью минимизировать сумму расстояний от каждой точки обслуживания до ближайшего обслуживающего объекта, плюс сумма стоимостей размещения объектов.
Задачу о размещении объектов на общих графах NP-трудно решить оптимально, и можно решить путём сведения (например) от задачи о покрытии множества. Было разработано несколько алгоритмов для  задач о размещении объектов и многих вариантов этой задачи.
Без допущений о свойствах расстояний между клиентами и местами размещения объектов (в частности, без допущения, что расстояние удовлетворяет неравенству треугольника), задача известна как неметрическая задача о размещении объектов и она может быть аппроксимирования с множителем O(log n). Множитель тесен, что следует из сохраняющего аппроксимацию приведения из задачи покрытия множества.
Если мы предполагаем, что расстояния между клиентами и местами размещения объектов неориентированны и удовлетворяют неравенству треугольника, мы говорим о задаче метрического размещения объектов (МРО). МРО остаётся NP-трудной задачей и её трудно аппроксимировать с множителем, лучшим 1.463.
На настоящее время лучший аппроксимационный алгоритм имеет коэффициент 1.488..

## Минимаксное размещение объектов
Минимаксная задача о размещении объектов  ищет размещение, минимизирующее максимальные расстояния до мест размещения, где расстояние от некоторой точки до мест размещения — это расстояние от точки до ближайшего места размещения. Формальное определение следующее:
Если задано множество точек P ⊂ ℝd, нужно найти множество точек  S ⊂ ℝd, |S| = k, такое, что значение maxp ∈ P(minq ∈ S(d(p, q)) ) будет минимальным.
В случае евклидовой метрики при k = 1 задача известна как задача о наименьшей ограничивающей сфере или задача 1-центра. Изучение задачи прослеживается по меньшей мере до 1860 года, см. статью «Ограничивающая сфера» для деталей.

### NP-трудность
Было доказано, что точное решение задачи k-центра является NP-трудной.
Было обнаружено, что аппроксимация задачи будет тоже NP-трудной, если ошибка мала. Уровень ошибки в аппроксимационном алгоритме измеряется коэффициентом аппроксимации, который определяется как отношение аппроксимированного решения к оптимальному. Было доказано, что аппроксимация задачи k-центра является NP-трудной, если коэффициент аппроксимации меньше, чем 1.822 (для размерности =2) или 2 (для размерности >2).

### Алгоритмы
Точное решение
Существуют алгоритмы, дающие точное решение задачи. Один из таких алгоритмов даёт решение за время {\displaystyle n^{O({\sqrt {k}})}}.
Аппроксимация 1 + ε
Аппроксимация 1 + ε находит решение с аппроксимационным коэффициентом, не превосходящим 1 + ε. Такая аппроксимация NP-трудна в случае произвольного ε. Был предложен подход, основанный на концепции базового набора, со сложностью выполнения  {\displaystyle O(2^{O(k\log k/\varepsilon ^{2})}dn)}.
Доступен альтернативный алгоритм, также базирующийся на базовых наборах. Он работает за время {\displaystyle O(k^{n})} . Автор утверждает, что время работы много меньше времени худшего случая и существует возможность решить некоторые задачи в случае малых k (скажем,  k < 5).
Выделение отдалённых точек
Из-за трудности задачи непрактично искать точное решение или близкую аппроксимацию. Вместо этого для больших k широко используется аппроксимация с коэффициентом 2. Эта аппроксимация известна под названием «Алгоритм выделения отдалённых точек» (ВОТ = Farthest-point clustering,  FPC) или как алгоритм обхода «сначала дальний» . Алгоритм довольно прост — выбираем произвольную точку множества как центр, находим самую дальнюю из оставшегося множества и считаем её следующим центром. Продолжаем процесс, пока не наберём k центров.
Легко видеть, что алгоритм работает за линейное время. Поскольку доказано, что аппроксимация с коэффициентом, меньшим 2, NP-трудна, ВОТ считается лучшей аппроксимацией.
Временная сложность выполнения позднее была улучшена до O(n log k) с помощью техники рамочной декомпозиции.

## Максиминное размещение объектов
Задача максиминного размещения объектов ищет расположение, которое максимизирует минимальные расстояния до сторон. В случае евклидовой метрики задача известна как задача о наибольшей пустой сфере. Плоский случай (наибольшей пустой окружности) может быть решён за время Θ(n \log n).

## Свободно распространяемое программное обеспечение для решения задач размещения объектов
| Название (в алфавитном порядке) | Лицензия                                               | Язык API | Краткая информация |
| ------------------------------- | ------------------------------------------------------ | -------- | --- |
| FLP Spreadsheet Solver          | Creative Commons Attribution 4.0 International License |          | Система на основе Microsoft Excel и VBA с открытым кодом для решения задачи о размещении объектов со ссылкой на ГИС общего доступа. link Видео уроки link .                                              |
| ODL Studio                      | LGPL                                                   |          | Ограниченный кластерный компонент в ODL Studio решает задачу P-медианы (размещения с минимизацией взвешенной суммы расстояний). Программа включает планы размещения, отчёты и загрузку/выгрузку в Excel. |
| SITATION                        | freeware                                               |          | Может решать пяти классов задач, включая: P-медиана, P-центр, Покрытие множествами, Максимальное покрытие и Задача с фиксированными затратами без ограничения пропускной способности.                    |

http://www.opendoorlogistics.com/tutorials/tutorial-territory-design/step-3-automated-territory-design/